# Het Stichtse Pepertje
Het Stichtse Pepertje was een illegale uitgeverij die in de Tweede Wereldoorlog werd opgericht door een aantal medewerkers van de illegale kranten Ons Volk en Oranje-Bulletin in Utrecht.
De uitgeverij legde zich voornamelijk toe op het uitgeven van humoristische boekjes met spotprenten en cartoons. Er was namelijk steeds meer behoefte aan geld om illegale activiteiten te bekostigen en boekjes met cartoons konden veel geld opleveren. Tekenaar Andries Frederiks (pseudoniem: Tyl) van de Nederlandse Spoorwegen werd benaderd en bedacht het concept voor het Stichtse Pepertje. De teksten voor de uitgaven werden Frederiks aangeleverd en hij maakte hier naar eigen inzicht illustraties bij die hij rechtstreeks tekende op de drukplaten van de kleine Rotaprint van de uitgeverij.
Publicaties van het Stichtse Pepertje zijn:
- Vooravond Kerstmis 1944 van A. den Doolaard (1944)
- Mosquito-kalender 1945 getekend door T. Uilenspiegel (1945)
- Mosquito februari 1945 getekend door Tyl (1945)
- Mosquito maart 1945 getekend door Tyl (1945)
- Utrecht liberated getekend door Tyl (1945)